# Ricettario

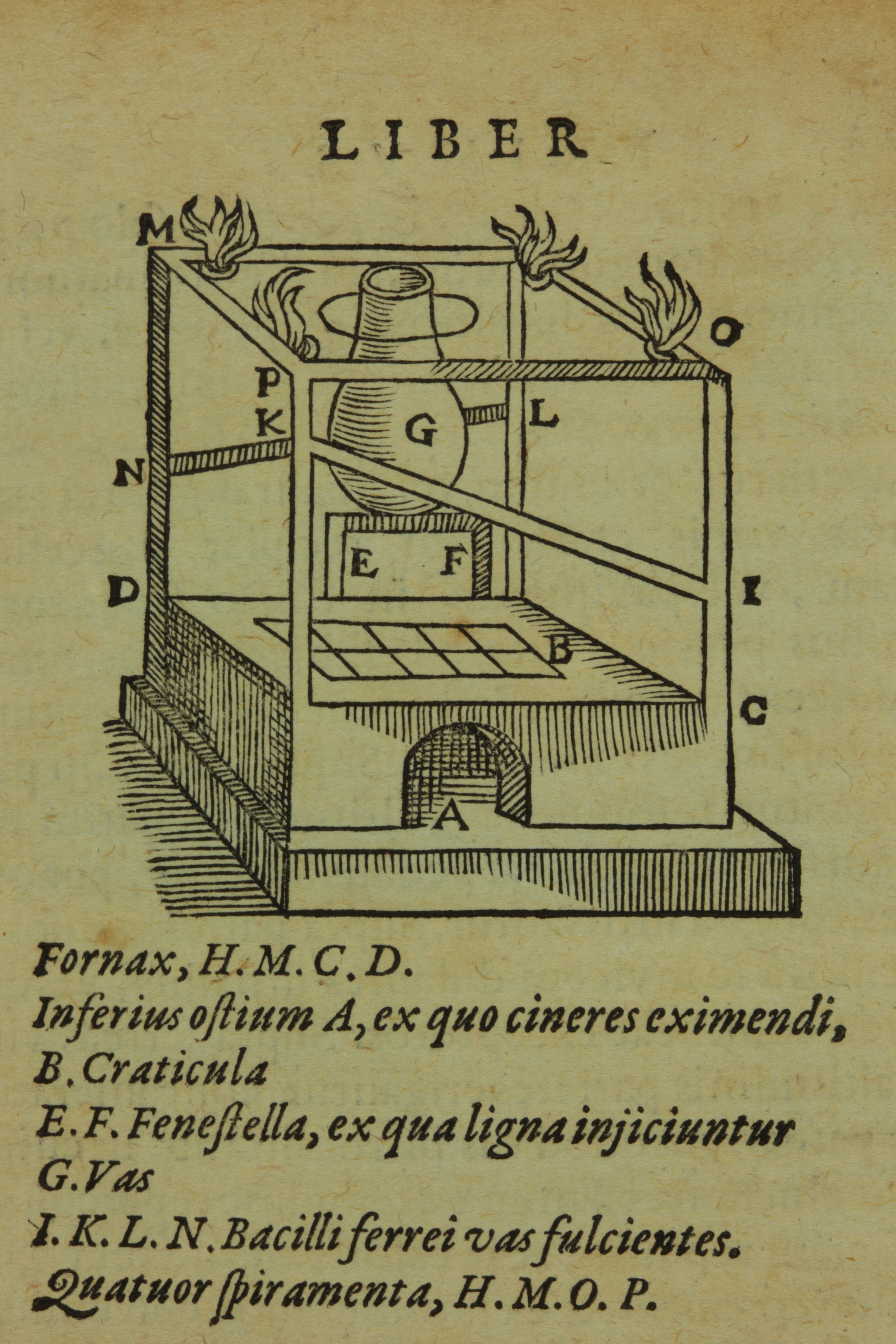
Illustrazione dal De distillatione di Giambattista della Porta (1608)

Un ricettario è una raccolta di ricette. Il significato più comune è legato alla culinaria, ma non mancano, soprattutto nel campo dei mestieri e delle arti del Medioevo, ricettari medici e tecnici.
In ogni caso le ricette, sebbene spesso ordinate per argomenti, sono presentate in un ordine più o meno casuale, quindi si tratta di testi "composti" o miscellanei.

## Ricettari di cucina
Sia la struttura che il linguaggio della ricetta hanno subìto, nei secoli, trasformazioni tutto sommato modeste. L'unica differenza sostanziale che corre tra le ricette antiche e quelle moderne è che in queste ultime sono precisate le dosi, indicati i tempi di cottura, descritti più in dettaglio i procedimenti: ciò si spiega, del resto, col fatto che le antiche raccolte erano destinate da cuochi ad altri cuochi, mentre le moderne, da chiunque compilate, sono perlopiù indirizzate ad un pubblico generico la cui competenza tecnica non può darsi per scontata.
Le ricette di Apicio sono sintetiche e frettolose, e talora disordinate e confuse; la cosa è aggravata dalla dovizia degli ingredienti (non tutti noti) e dalla complessità dei piatti. È rara l'indicazione delle dosi; sommaria la descrizione delle operazioni. Al destinatario delle ricette ci si rivolge con la seconda persona singolare del futuro: "prenderai", "condirai", "cuocerai". A Napoli all'inizio del '300, fu scritto in latino da un cortigiano del re Carlo II d'Angiò uno dei più antichi trattati di cucina medioevali, il Liber de coquina.
I ricettari medievali - per esempio quelli trecenteschi pubblicati da Ludovico Frati e Salomone Morpurgo - assomigliano molto, per struttura e linguaggio, alle coeve raccolte di "segreti" medico-farmaceutici. Si tratta, in effetti, di stringati recipe introdotti di norma dalla formula "se vuoi fare", seguìta dalla denominazione del piatto, e conclusi di solito dall'altra formula "e serà bona vivanda" ("e serà bono e perfetto", "ed è optimo", ecc.), che ricorda la consueta chiusa "ed è rimedio sperimentato" delle ricette medicinali. Nel rivolgersi al lettore, è usato l'imperativo: "togli" (cioè prendi), "trita", "stempera".
Un famoso ricettario del Medioevo è il Würzburger Kochbuch detto anche Der Buoch der guoter Spise (Il libro del buon cibo). Risalente all'incirca al 1350, consta di 101 ricette, alcune delle quali di origine orientale, portate in Europa dai Crociati. Fu scritto in mittelhochdeutsch dal "protonotaro" Michael de Leone alla corte del principe vescovo della città bavarese.
Le ricette quattrocentesche di Maestro Martino da Como si distinguono dalle precedenti solo per una più accurata descrizione dei procedimenti e per una maggiore precisione terminologica. Le ricette del suo dotto allievo Bartolomeo Platina, splendidamente concise, sono corredate, di regola, da osservazioni mediche e dietetiche e inframmezzate, talora, da
garbati aneddoti.
Tra i ricettari cinquecenteschi, quello di Cristoforo di Messisbugo, pregevole e innovativo sul piano gastronomico, è piuttosto convenzionale nella formulazione delle ricette, generalmente sbrigative, ancorché dal ductus elegante. Certamente più conversevoli, talora perfino verbose, sono le ricette di Domenico Romoli, mentre quelle di Bartolomeo Scappi, in impersonale esortativo ("abbisi", "piglisi", "si facci"), hanno - come anche quelle seicentesche di Bartolomeo Stefani - qualcosa di ridondante e di pedante.
Nei ricettari della seconda metà del Settecento e in quelli ottocenteschi si impone un gergo greve e barocco, irto di francesismi e idiotismi, che tocca vertici di autentica comicità con Giovanni Vialardi, del cui linguaggio Olindo Guerrini comporrà un'irresistibile parodia. È proprio in polemica col gergo della letteratura gastronomica precedente che Pellegrino Artusi adotta uno stile piano e affabile, accoppiato ad una lingua che è un "accattivante impasto [...] toscaneggiante" (Piero Camporesi): ciò che decreterà, in larga misura, la straordinaria e duratura fortuna del suo manuale, che costituirà un modello (o piuttosto il modello) per tutti gli autori di ricettari a venire.

## Ricettari tecnici
La stessa parola "ricetta" aveva in passato un significato ben più ampio di quello che le attribuiamo oggi, inteso come la spiegazione di qualsiasi procedimento nei più disparati campi della conoscenza, dalla pittura alla lavorazione dei metalli e del vetro, dalla medicina alla carpenteria. Argomento chiave di gran parte delle ricette trattate è di solito quello del colore.
Nel Medioevo questi ricettari "tecnici" (o libri di segreti) ebbero una notevolissima diffusione e rappresentano un preciso genere letterario, oggi molto prezioso per lo studio delle tecniche artistiche del passato e per le conseguenti applicazioni nei campi del restauro e della conservazione. La rivalutazione di questi ricettari risale all'incirca agli anni '90, anche quali testimonianze o veri e propri preamboli di sperimentazioni che hanno poi portato alle vere e proprie scienze sperimentali.
Teoricamente ogni bottega artigiana del medioevo (e delle epoche successive) possedeva un libro dove si annotavano via via tutti quei passaggi tecnici (i cosiddetti "segreti del mestiere"), che venivano tramandati di generazione in generazione. Questi libri erano quindi delle miscellanee scritte da esperti del settore per altri esperti, vere e proprie opere di scienza popolare. Oltre ai ricettari "pezzi unici" esistono alcuni manuali tecnici che ebbero una grande diffusione e furono da fonte per moltissimi altri.

### Storia
Esistono frammenti di ricettari nel mondo antico ma nessuno ci è giunto in forma integrale. I più importanti di questi frammenti sono i cosiddetti papiro di Leida, dal nome della città olandese dove è conservato, e il papiro di Stoccolma, due parti dello stesso testo risalente probabilmente alla fine del II o all'inizio del IV secolo d.C., per un totale di circa 250 ricette.
Per quanto riguarda il sapere tecnico nell'epoca classica, ci sono giunti solo testi di carattere enciclopedico (come la Naturalis historia di Plinio il Vecchio) o trattati (come il De architectura di Vitruvio).
Il più antico ricettario che ci sia pervenuto in forma pressoché integrale è il cosiddetto Eraclio (dalla città dove è conservato), risalente forse all'VIII secolo e scritto in tre parti: due in esametri latini più antiche e una più recente (forse XII secolo) in prosa.
Di poche decine di anni più recente è il cosiddetto Manoscritto di Lucca o Codex Lucensis 490, conservato presso la biblioteca arcivescovile di Lucca, che a differenza del precedente del quale ci sono pervenute alcune copie, è un pezzo unico (fine dell'VIII secolo o inizio del IX).
Molto diffuso è poi il cosiddetto ricettario della Mappae clavicula, databile tra l'XI e il XII secolo, ma ancora più popolare nel Medioevo fu il cosiddetto Teofilo (XII secolo), il primo ricettario scevro (anche se non completamente) da suggestioni esoteriche e iniziatiche, improntato a un più razionale e chiaro aspetto pratico.

### Difficoltà di lettura
Questi ricettari sono venuti alla luce in epoche con una mentalità conoscitiva completamente diversa dalla nostra: molti passaggi oggi ci suonano come semplici superstizioni o fantasticherie (come la comparsa tra gli ingredienti del corpo del basilisco). Ciò comunque è spiegabile guardando all'ottica e alla cultura del tempo:
1. Innanzitutto era vivissimo il principio dell'Auctoritas, cioè l'attribuire assoluta veridicità indiscutibile ad alcuni autori e testi del passato: per esempio Plinio nella Naturalis historia indica come sia possibile tagliare il diamante dopo averlo fatto scaldare nel sangue di capra appena uccisa, un'istruzione ripresa letteralmente nella Mappae clavicula e in Teofilo.
2. Sotto altre "superstizioni" si nascondono invece alcuni principi scientificamente validi, sebbene non se ne conoscesse il vero significato: per esempio l'indicazione di eseguire talune ricette durante la Canicola (periodo della Costellazione del cane dal 25 luglio al 25 agosto) trovava riscontro oltre che nel propizio ciclo astrale, anche nell'effettiva eccellenza di condizioni di raccolta e utilizzo di taluni materiali.

Le principali difficoltà nella lettura e interpretazione dei ricettari stanno essenzialmente nella perdita dell'esperienza diretta negli argomenti trattati (per cui si può essere tentati di dare del fantasioso a istruzioni che invece danno i risultati descritti), nel problema del lessico usato e in quello della mancanza di studi generali sulla materia dei ricettari (esistono solo relazioni parziali e gran parte del materiale che ci è pervenuto è ancora in grandissima parte inedito e sconosciuto).
Per quanto riguarda il lessico infatti è spesso difficile capire a quali materie prime o piante o altro (nelle varie varianti locali, popolari o erudite) si riferiscano i termini usati, anche perché i dizionari storici che possediamo sono orientati quasi esclusivamente sulla lingua letteraria, ignorando tutta la terminologia tecnica.
Mancano infine esperimenti reali sulla stragrande maggioranza delle ricette, che ci impediscono di poter valutare univocamente la loro efficacia o meno.
In rarissimi casi i ricettari presentano illustrazioni, a volte compaiono dei semplici schemi per particolari attrezzature quali, ad esempio, le fornaci. Il sussidio visivo veniva in genere dato da altri codici miniati quali i bestiari, gli erbari e i lapidari, oltre ai tacuina sanitatis.

### Cronologia
Sono riportati i più importanti ricettari e trattati nella materia della storia delle tecniche artistiche
| Datazione                                   | Titolo | Area geografica                       | Note |
| ------------------------------------------- | --- | ------------------------------------- | --- |
| Tardo III secolo - primi anni del IV secolo | Papiro di Leida                                                                                                   | Tebe (Egitto)                         | Parte di un testo in greco del quale faceva parte anche il Papiro di Stoccolma, nato in ambito alchemico                                       |
| Tardo III secolo - primi anni del IV secolo | Papiro di Stoccolma                                                                                               | Tebe (Egitto)                         | Parte di un testo in greco del quale faceva parte anche il Papiro di Leida, nato in ambito alchemico                                           |
| VIII secolo ?                               | Primi due libri di Eraclio                                                                                        | Veneto ?                              | In esametri latini, su molti campi delle arti; ricette slegate dall'ambito pratico                                                             |
| Fine dell'VIII secolo - inizio del IX       | Manoscritto di Lucca                                                                                              | Lucca                                 | Pezzo unico, raccoglie ricette da più fonti non pervenuteci                                                                                    |
| Fine dell'VIII secolo - inizio del IX       | Mappae clavicula                                                                                                  | Germania settentrionale?              | Testo spesso oscuro, talvolta di difficile (o impossibile) applicazione pratica                                                                |
| Seconda metà dell'XI secolo                 | De clarea | Berna                                 | Sulla miniatura, prima opera monografica |
| XII secolo                                  | Terzo libro di Eraclio                                                                                            | Francia del Nord?                     | In prosa, forse a integrazione del testo più antico in esametri andato perduto                                                                 |
| Prima metà del XII secolo                   | Teofilo | Renania ?                             | Amplissima diffusione; testo per la prima volta chiaro e verificato dall'autore                                                                |
| Tra XII e XIII secolo                       | Compendium artis picturae                                                                                         | ?                                     | Compilazione miscellanea senza considerazioni teoriche                                                                                         |
| Tra XIII e XIV secolo                       | Liber Magistri Petri de Sancto Audemaro de coloribus faciendis                                                    | Francia                               | Raccoglie ricette di Eraclio, Mappae Clavicula e Teofilo                                                                                       |
| Fine XIII, inizio XIV secolo                | De coloribus, naturalia escipta et collecta                                                                       | Erfurt                                | Venti brevi capitoli sulla preparazione dei colori, derivati da trattati più antichi                                                           |
| Inizio del XIV secolo                       | Ars musive doctrina Hermetis sapientissimi phylosophi et catholici christiani de transmutatione omnium metallorum | Lucca                                 | 2143 ricette di ogni genere, con anche nuove tecniche artistiche                                                                               |
| XIV secolo                                  | Liber de coloribus illuminatorum sive pictorum                                                                    | ?                                     | Pochi fogli con ricette derivate da opere anteriori                                                                                            |
| Metà del XIV secolo                         | Libellus multorum naturalium et rerum probatarum                                                                  | ? conservato a Chicago                | Principalmente destinato agli speziali (farmacisti), ma con ricette anche per produrre colle e inchiostri                                      |
| XIV secolo                                  | De arte illuminandi                                                                                               | Napoli ?                              | Sulla miniatura |
| 1395 circa                                  | Trattatello sulle vetrate                                                                                         | Pisa                                  | Di Antonio da Pisa, segna il passaggio verso temi più specifici, parallelo al passaggio della produzione artistica dai monasteri alle botteghe |
| XIV - XV secolo                             | Liber diversarum arcium                                                                                           | ? conservato a Montpellier            | Quattro libri con ricette prese da opere anteriori                                                                                             |
| Primissimi anni del XV secolo               | Libro dell'Arte                                                                                                   | scritto a Padova da autore fiorentino | Di Cennino Cennini, il più importante trattato sulle tecniche artistiche, in volgare                                                           |
| Prima metà del XV secolo                    | Libro dei colori. Segreti del sec. XV                                                                             | Bologna                               | 8 capitoli sui colori e tutti gli altri settori dell'artigianato; concepito come libro di bottega (si parla dei prezzi dei colori...)          |
| 1431                                        | Ms. lat. 6741 della Bibliothèque nationale di Parigi                                                              | Parigi                                | Manuale di lavoro di respiro enciclopedico, raccoglie anche parti di ricettari nuovi in uso all'epoca nelle botteghe tra Milano e Parigi       |
| Tra il 1424 e il 1479                       | Manoscritto veneziano                                                                                             | Venezia                               | Manuale sulla pittura e le arti, con molte ricette originali e sperimentali, non attinte dalla tradizione                                      |
| Metà del XV secolo                          | Tractatus de coloribus                                                                                            | ? conservato a Monaco                 | Pochi fogli, derivato da Teofilo |
| XV secolo                                   | Del modo di comporre l'azzurro oltramarino                                                                        | ?                                     | Di Frate Domenico Baffo, miniatore, breve libro monografico sul blu dal lapislazzuli, per uso in miniatura                                     |
| 1462                                        | Ricepte daffare più colori                                                                                        | Siena                                 | Di Ambrogio di Ser Pietro, sulla miniatura, per uso pratico                                                                                    |
| 1481                                        | Tractatus qualiter quilibet artificialis color fieri possit                                                       | Parigi                                | Summa di ricette derivate da numerose fonti anteriori                                                                                          |

## Evoluzione dei ricettari
L'elenco di ricettari manoscritti sopra illustrato permette di affrontare alcuni problemi relativi a questo "genere letterario". Le ricette che ci sono giunte erano davvero utilizzate dagli artisti o si trattava soltanto di tracce, quasi dei "canovacci" che poi erano interpretati in maniera differente (anche molto differente, si pensi alle tecniche di pittura murale di Leonardo da Vinci) dai vari artisti? Al momento questa seconda ipotesi sembra più probabile anche alla luce dello studio con tecniche analitiche tecnologicamente avanzate delle opere d'arte.
Il valore dei ricettari si è quindi molto ridimensionato dal punto di vista della storia dell'arte. Ma si è aperto anche un ulteriore filone di studi relativo alle ragioni dell'esistenza di tali raccolte relativo alle motivazioni che portarono alla loro redazione.
Come si sa, soltanto il libro di Cennino Cennini sembra avere buone possibilità di essere stato usato come fonte diretta (almeno dal suo autore) per la preparazione di qualche opera d'arte.
I trattati più antichi (almeno quelli redatti prima del medio evo) avevano probabilmente finalità ben diverse che quelle di insegnare tecniche artistiche ma il loro inquadramento è piuttosto difficile a causa della scarsità di fonti (l'imperatore Diocleziano aveva ordinato la distruzione di una gran quantità di opere alchemiche per impedire che si potesse contraffare l'oro).
I successivi ricettari manoscritti medievali ebbero probabilmente una diffusione limitata, sia perché scritti in latino, lingua colta e non molto diffusa tra gli artisti (di nuovo si pensi a Leonardo da Vinci, "omo sanza lettere"), sia perché redatti, copiati e conservati in ambienti monastici, di accesso piuttosto ristretto.

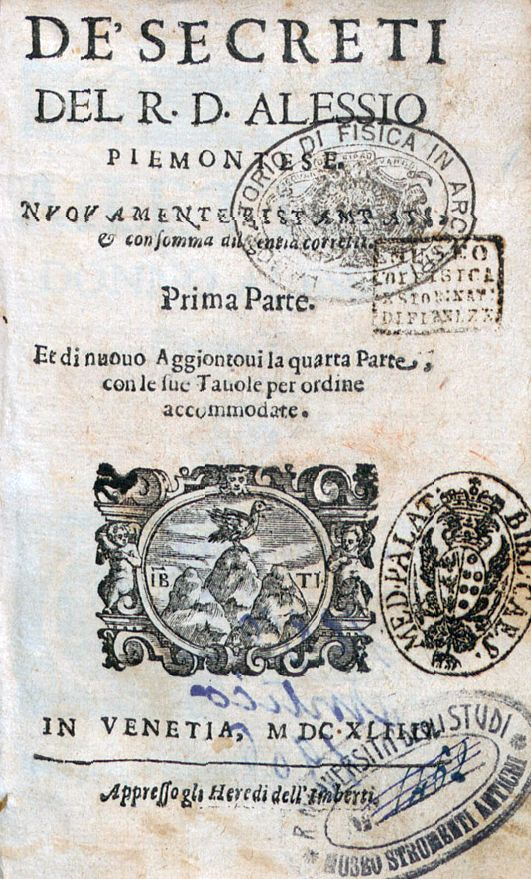
Intestazione dei Secreti (1644) pubblicati da Ruscelli sotto lo pseudonimo di "Alessio Piemontese"

È successivamente, dopo l'avvento della stampa e l'uso di lingua volgare, che i ricettari si diffondono in maniera capillare. Un'ipotesi interessante attribuisce questa nuova situazione alla necessità di far uso di manodopera non sufficientemente addestrata come accadeva nel vecchio e rigido sistema di arti e corporazioni. Nel XVI secolo quando la gestione delle risorse artigianali cade nelle mani della borghesia mercantile i nuovi lavoranti non provengono più da un lungo addestramento di "bottega" di durata pluriennale. Di qui l'esigenza di disporre di una manualistica di rapida consultabilità e non più a carattere monografico.
I primi esempi di questi nuovi ricettari volgari appaiono in Germania ma in Italia si ebbero alcuni dei testi più famosi: I segreti del reverendo Alessio Piemontese, oggi attribuiti a Girolamo Ruscelli autore anche di un altro ricettario, ebbero 104 edizioni in almeno 7 lingue (italiano, latino, inglese, francese, tedesco, spagnolo, fiammingo) nell'arco di poco più di un secolo.
Anche l'alchimista Giovanni Battista Della Porta fu autore di svariati ricettari e raccolte di segreti, diffondendo le sue conoscenze arcane all'interno di un'apposita accademia, connotata comunque da una forte impronta scientifica, detta appunto «dei Segreti», riguardanti preparazione di farmaci o pozioni dagli effetti prodigiosi, appartenenti al complesso della magia naturale, oltre che alla chimica, alla metallurgia, all'ottica, alla criptografia, al magnetismo, alla chiromanzia ecc.
Altri autori, per esempio Leonardo Fioravanti e Domenico Auda ebbero larghissima diffusione e furono copiati ancora nel XIX secolo.
Ovviamente col cambiare delle condizioni storiche mutò anche l'interesse verso i ricettari che da manuali di lavoro, nel XVIII secolo, erano diventati curiosità da collezionare (è infatti in questo periodo che avviene il recupero delle fonti medievali quali Teofilo).